# Edward Frentz
Edward Frentz, född maj 1863, död 28 augusti 1943, var  en amerikansk bågskytt. Han deltog vid olympiska sommarspelen 1904.